# Синдром гиперкортицизма
Синдро́м гиперкортици́зма (кушинго́ид, синдром Ку́шинга, англ. Cushing’s syndrome) — предклиническое состояние, при котором происходит длительное хроническое воздействие на организм избыточного количества гормонов коры надпочечников, независимо от причины, которая вызвала повышение количества этих гормонов в крови.
Синдром гиперкортицизма, вызванный злокачественной опухолью гипофиза или надпочечников, получил название синдром Ице́нко — Ку́шинга.

## Описание
Синдромом Кушинга называют предклиническое состояние с повышенным уровнем эндогенного кортизона. При дальнейшем повышении уровня секреции кортизона диагностируется болезнь Кушинга.
Синдром гиперкортицизма сопровождается следующими типичными проявлениями:
- нарушается обмен белков, жиров и углеводов;
- активируется распад белков, образуется избыточное количество свободных жиров в крови, повышается количество глюкозы в крови пациента, что может привести к развитию стероидного сахарного диабета.

Проявления и синдрома, и болезни Кушинга обусловлены избыточной секрецией гормонов коры надпочечников, прежде всего глюкокортикоидов.
Один из видов синдрома, циклический синдром Кушинга, или синдром периодического гиперкортицизма, характеризуется периодическим повышением уровня выработки кортизола и встречается чрезвычайно редко. Он диагностируется при обнаружении не менее трёх пиков секреции кортизола с промежуточными спадами. Это состояние сопровождается повышенным уровнем секреции адренокортикотропного гормона гипофизом.
Избыточная секреция кортизола нередко приводит к ожирению.

### История
В 1912 году этот синдром описан американским врачом Харви Кушингом, который назвал его англ. polyglandular syndrome, и независимо от него в 1924-м советским неврологом Николаем Михайловичем Иценко. Просуммировав свои наблюдения в 1932 году, Кушинг опубликовал работу «Базофильные аденомы гипофиза и их клинические проявления».

## Этиология
Возможны две непосредственные причины повышения уровня кортизола в крови. Первая из них — нарушение работы гипофиза, который выделяет адренокортикотропный гормон, регулирующий работу надпочечных желёз. В результате повышенной экспрессии адренокортикотропного гормона надпочечники производят повышенную выработку кортизола. Вторая — нарушение работы самих надпочечных желёз, обычно в результате образования опухоли, которая самостоятельно вырабатывает гормоны.
Причиной синдрома Кушинга могут быть различные состояния. Чаще всего синдром гиперкортицизма (избыточное образование гормонов коры надпочечников) бывает обусловлен повышенной выработкой адренокортикотропного гормона гипофиза (болезнь Иценко — Кушинга). Этот гормон может вырабатываться микроаденомой гипофиза или эктопированной (расположенной не на обычном месте) кортикотропиномой. Эктопированная злокачественная кортикотропинома может располагаться в бронхах, яичках, яичниках.
Реже синдром Кушинга возникает при первичном поражении коры надпочечников (доброкачественные или злокачественные опухоли коры надпочечников, гиперплазия коры надпочечников). Гормонально-активная опухоль коры надпочечника называется кортикостерома. Она продуцирует в кровь избыточное количество глюкокортикоидов. При этом из-за избыточного количества глюкокортикоидов в крови снижается количество адренокортикотропного гормона гипофиза и оставшаяся ткань надпочечников подвергается атрофическим изменениям.
Синдром гиперкортицизма может возникнуть при поступлении глюкокортикоидов в организм извне, например, при длительном лечении различных заболеваний при помощи глюкокортикоидов, а также инъекциях глюкокортикоидных препаратов в область суставов и нервов, использовании некоторых кремов для кожи (включая отбеливающие), растительных препаратов, «тоников», применении мегестрола ацетата (синтетического производного прогестерона с глюкокортикоидной активностью). Также причиной гиперкортицизма может быть приём глюкокортикоидов втайне от врачей с целью имитации заболевания. Достаточно часто гиперсекреция кортизола наблюдается при ожирении, хронической алкогольной интоксикации, беременности и некоторых психических и неврологических заболеваниях — такое состояние называется «Псевдо-Кушинга синдром» или «функциональный гиперкортицизм», который не вызван опухолями, но клиническая картина наблюдается такая же, как и при истинном синдроме Иценко — Кушинга.

## Патогенез
В основе патогенеза патологических изменений, которые развиваются при синдроме Кушинга со стороны большинства органов и систем, лежит в первую очередь гиперпродукция кортизола. Кортизол в нефизиологических концентрациях оказывает катаболическое действие на белковые структуры и матрицы большинства тканей и структур (кости, мышцы, в том числе гладкие и миокард, кожа, внутренние органы и так далее), в которых постепенно развиваются выраженные дистрофические и атрофические изменения. Нарушения углеводного обмена заключаются в стойкой стимуляции глюконеогенеза и гликогенолиза в мышцах и печени, что приводит к гипергликемии (стероидный диабет). Сложным образом меняется жировой обмен: на одних участках тела происходит избыточное отложение, а на других — атрофия жировой клетчатки, что объясняется разной чувствительностью отдельных жировых отделов к глюкокортикоидам. Важным компонентом патогенеза синдрома Кушинга являются электролитные расстройства (гипокалиемия, гипернатриемия), которые обусловлены влиянием избытка кортизола на почки. Прямым следствием этих электролитных сдвигов является артериальная гипертензия и усугубление миопатии, в первую очередь кардиомиопатии, которая приводит к развитию сердечной недостаточности и аритмиям. Иммуносупрессивное действие глюкокортикоидов обусловливает склонность к инфекциям.
Наиболее частым вариантом синдрома Кушинга, с которым сталкиваются врачи большинства специальностей, является экзогенный синдром Кушинга, который развивается на фоне терапии глюкокортикоидами. Болеют в основном лица в возрасте 20—40 лет.

## Клиническая картина
Наиболее ранним признаком болезни является ожирение, с типичным отложением жировой клетчатки в области лица, шеи, груди, живота. Лицо при этом выглядит округлым, лунообразным. На щеках появляется пурпурный румянец.
Глюкокортикоиды вызывают повышение аппетита и изменяют обмен веществ, увеличивая уровень глюкозы в крови и усиленное отложение жира.
Конечности наоборот становятся тонкими из-за уменьшения массы мышечной ткани.
На коже в области живота, плечевого пояса, ягодиц и бедер появляются багрово-синюшные полосы растяжения — стрии. Это результат растяжения кожи при избыточном отложении жиров и нарушения обмена белка, из-за чего кожа истончается и легко растягивается. На коже появляются угревые высыпания. Раны и порезы заживают медленно.
В местах трения в области воротника на шее, в области живота, локтей возникает усиленная окраска кожных покровов. В этих местах откладывается меланин, количество которого увеличивается вместе с количеством адренокортикотропного гормона.
У женщин возникает гирсутизм (избыточное оволосение). Появляются волосы на верхней губе, подбородке, груди. Избыточный рост волос у женщин обусловлен усилением продукции мужских половых гормонов андрогенов корой надпочечников, что у женщин вызывает также нарушения менструального цикла. У мужчин возникает импотенция.
Вначале появляется периодическое, затем постоянное повышение артериального давления. Постепенно развивается разрежение костной ткани — остеопороз, который проявляется сначала болями в костях и суставах, затем могут возникнуть спонтанные переломы рёбер, конечностей. Избыток глюкокортикоидов как вызывает нарушение образования белковой основы костей, так и усиливает выход кальция из костной ткани.
Пациенты жалуются на слабость, головные боли, увеличение массы тела. Иногда у больных болезнью с гиперкортицизмом возникают нарушения психики. Появляются депрессия, различные нарушения сна, психозы.

## Лечение
Цель лечения — нормализация уровня гормонов коры надпочечников в крови. Применяются препараты, снижающие продукцию гормонов в коре надпочечников — мамомит — в течение длительного времени.
Проводится симптоматическое лечение, направленное на коррекцию нарушений белкового и углеводного обмена, нормализацию уровня артериального давления, лечение сердечной недостаточности. При наличии у пациента кортикостеромы производится одностороннее удаление надпочечника (односторонняя адреналэктомия).